# Хомутово (Орловская область)
Хомуто́во — посёлок городского типа в Орловской области России, административный центр Новодеревеньковского района. Образует одноимённое муниципальное образование городское поселение Хомутово как единственный населённый пункт в его составе.
Площадь — 780 га.

Население — 3874 чел. (2023).

## Физико-географическая характеристика
Посёлок расположен на Среднерусской возвышенности в центре Восточно-Европейской равнины, в восточном направлении от Орла.

### Время
Пгт. Хомутово, как и вся Орловская область, находится в часовой зоне МСК (московское время). Смещение применяемого времени относительно UTC составляет +3:00.

### Климат
Пгт. Хомутово удалён от моря и находится в зоне умеренно—континентального климата (в классификации Кёппена — Dfb), который зависит от северо-западных океанических и восточных континентальных масс воздуха, взаимодействующих между собой и определяющих изменения погоды. Зима умеренно прохладная. Лето неустойчивое.

## История
Изначально заселение территории района происходило в эпоху верхнего палеолита (40-15 тысяч лет до н. э.). Известны поселения эпохи бронзы (конец 3 начало 2-го тысячелетия до н. э.) в деревне Елагино и два поселения Железного века у села Судбищи. Появление славян на здешних землях относятся к 8-9 вв. Здесь «сели» вятичи. Наиболее древними в районе после с. Михайловка — 12 в., с. Судбище — 16 в., д. Дарищи являются села: Кологривово (1605 г.), Моховое (1696 г.), Косарево (1715 г.).
Первоначально селение возникло в 1870 году, как станция на железной дороге Орел-Елец и получило название по бывшему здесь небольшому хутору Хомутово. Хутор Хомутово известен с 1866 г. Сам же хутор, видимо, назывался так по протекавшему поблизости ручью Хомутовский, притоку реки Любовша.
Получил ускоренное развитие благодаря прокладке в 1870 г. железной дороги Орел — Елец и построенной на ней в 108 км от Орла станции «Хомутово». В 1871 году здесь был сооружен деревянный вокзал. Сначала при станции находились лишь казармы рабочих, 8 сторожевых будок вдоль полотна, 2 сарая для складирования товаров и дров, резервуар водокачки. Проживали здесь всего 48 человек.
В 1880-е годы строятся дома и заведения. Купец Яковлев возводит зерноссыпной пункт и лавку с товарами, адмирал Маньковский — конюшню, Полевский и Карпов — пекарню и трактир, Попов и Иноземцев заводят торговлю. При содействии помещика М. Д. Свербеева открылась почтово-телеграфная станция.

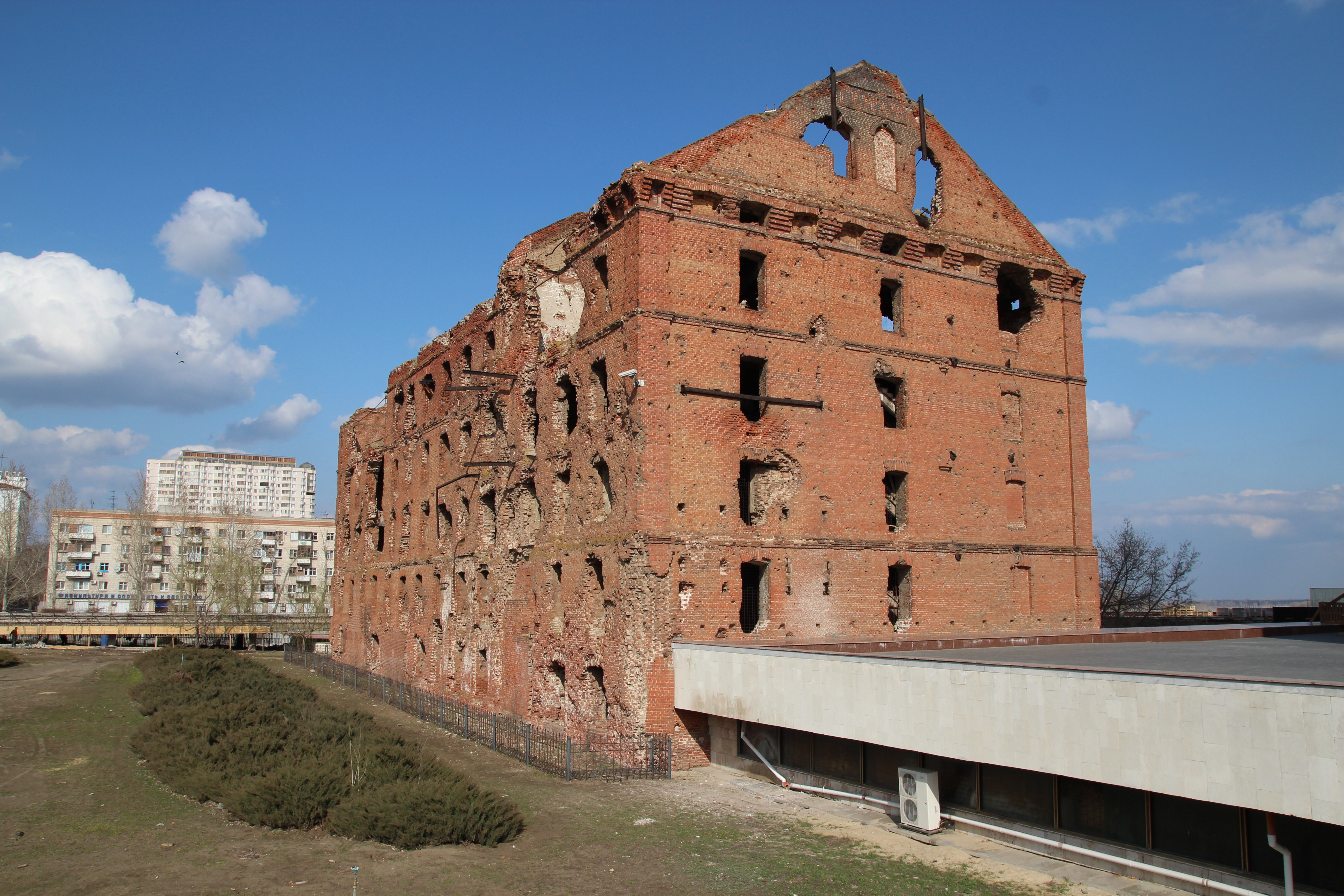

В 1923 году, в Хомутово по указанию Ленина было построено 4-этажное здание зерноочистительной фабрики, одной из немногих в СССР. Строительство велось инженерным составом из Германии, точная копия сохранилась в Волгограде(Мельница Гергардта см.фото). В ноябре 1941 года при отступлении её пытались взорвать, но здание устояло. Была взорвана в 70 годы XX века. Остался лишь архитектурный фрагмент на территории ДСУ-2..В начале 20-х годов станция отправляла более 400 тысяч пудов груза, в основном хлеб, имела элеватор на 60 тысяч пудов. До 1925 года станция Хомутово входила в состав Новосильского уезда Тульской губернии, а затем перешла вместе с уездом в Орловскую губернию. В 3-х верстах от Хомутово находилась деревня (впоследствии Новая деревня).
Хомутово упоминается в сводке СОВИНФОРМБЮРО от 3 ноября 1941 г.
Оперсводка № 127 к 8.00 3.11.41. штаб Брянского фронта. Действующая армия. Карта 100000 и 500000.
1) Войска Брянского фронта продолжают удерживать Тулу и занимают оборону на фронте: ст. Хомутово — Русский Брод — Теличье — Коротышь — Рогово — Вышнее — Долгое — Становое. Части 2 Гвсд после двухдневных уличных боев оставили Курск.
2) Части 50 А вели бои на участке Павшино — Воскресенское. В районе Тула действия мелких групп противника, 194 сд занимая рубеж обороны Павшино — Бредихино, вела бой с частями 19 пд противника за переправы в районе Павшино и Воскресенское. Попытки противника форсировать р. Упа отбиты. Тульский боевой участок: 32 тбр, 217 сд, 583 сп, 156 сводный Московский сп, 154 и 260 сд, 108 Мотодивизия, 290 и 258 сд, 51 Сводный батальон, 11 МСБат, 31 кд, 91 ГвМполк удерживают прежние районы обороны (оперсводка № 0123). Противник кроме действий 3 танков со взводом пехоты на участке 156 сп активности не проявлял, 413 сд полностью сосредоточилась в районе Дедилово, ст. Узловая, Маклец. Штаб армии — Дачи 68 км с-в. Тула.
3) Части 13 А обороняются на рубеже ст. Хомутово — Русский брод — Теличье — Коротыш — Рогово — Вышне — Долгое — Мищеринка — Становое «…№ 377 Из докладной записки исполняющего обязанности председателя Новодеревеньковского райисполкома в облисполком о положении в районе после освобождения от немецких оккупантов . Новодеревеньковский район освобожден от немецко-фашистских банд 25 декабря 1941 года. Я приехал в район вместе с другими руководящими работниками 23 декабря 1941 года. В первый период, примерно до 1 января 1942 г., мы проводили работу по восстановлению органов власти в сельсоветах и руководства в колхозах, подбору руководителей для районных учреждений. 27 декабря 1941 года во все сельсоветы был направлен партактив для проведения политико-массовой работы среди колхозников, подбора колхозного руководства, организации работы в колхозах на основе директив обкома ВКП (б) и облсовета депутатов трудящихся, выявления разрушений, причиненных фашистскими бандами, и организации помощи пострадавшим от зверств фашистских орд. Сейчас работа по подбору руководства для районных учреждений, сельсоветов и колхозов в основном закончена, и районные учреждения, сельсоветы и колхозы приступили к работе. … Все районные учреждения разместились на ст. Хомутово. Постройки, ранее занимавшиеся районными учреждениями, были уничтожены, а поэтому сейчас все разместились в оставшихся квартирах. … … РК ВКП (б) и исполком райсовета принял ряд мер по оказанию помощи погорельцам, размещению и оказанию материальной помощи. Через райвоенкомат мобилизуются рабочие для устройства временных жилищ погорельцам и ремонту сохранившихся от пожара зданий, дано задание собрать 12 тонн продовольственных продуктов для оказания помощи тем колхозникам, у которых погорели запасы продовольствия. Отпущено 100 м³ леса, и часть семей размещена в другие сельсоветы, не пострадавшие от пожара. … И. о. председателя райисполкома подпись Гайшинец ГАОО. Ф. П-52. Оп. 2. Д.53. Л. 22, 23. Заверенная копия, машинопись….»
В 1935 году она стала центром Новодеревеньковского района, но и фактически центр размещался в селе Хомутово. В 1972 году Новая деревня вошла в состав села Хомутово, которое в том же году получило статус рабочего поселка.
18 января 1935 года село Хомутово становится центром Новодеревеньковского района Курской области (с 1937 года — Орловской области).
19 декабря 1972 года село Хомутово отнесено к категории рабочих поселков.
С 1 января 2006 года Хомутово образует городское поселение «Посёлок Хомутово».

## Население
| 1939  | 1959  | 1970  | 1979  | 1989  | 2002  | 2009  | 2010  | 2012  |
| ----- | ----- | ----- | ----- | ----- | ----- | ----- | ----- | ----- |
| 577   | ↗1231 | ↗2222 | ↗3821 | ↗4753 | ↘4710 | ↗4768 | ↘4231 | ↗4273 |
| 2013  | 2014  | 2015  | 2016  | 2017  | 2018  | 2019  | 2020  | 2021  |
| ↘4241 | ↘4214 | ↘4196 | ↘4114 | ↘4084 | ↘4068 | ↘4022 | ↘3995 | ↘3913 |
| 2023  |       |       |       |       |       |       |       |       |
| ↘3874 |       |       |       |       |       |       |       |       |

Национальный состав
По итогам переписи населения 2020 года проживали следующие национальности (национальности менее 0,1 % и другое, см. в сноске к строке «Другие»):
| Национальность | Численность, чел. | Доля     |
| -------------- | ----------------- | -------- |
| Русские        | 3666              | 93,69 %  |
| Чеченцы        | 26                | 0,66 %   |
| Узбеки         | 18                | 0,46 %   |
| Армяне         | 15                | 0,38 %   |
| Азербайджанцы  | 11                | 0,28 %   |
| Белорусы       | 9                 | 0,23 %   |
| Татары         | 8                 | 0,20 %   |
| Украинцы       | 7                 | 0,18 %   |
| Казахи         | 5                 | 0,13 %   |
| Другие         | 148               | 3,79 %   |
| Итого          | 3913              | 100,00 % |

## Экономика
В посёлке имеются овощеконсервный (закрыт), молочный, цементный (строительство отложено на неопределённые сроки) заводы, пищекомбинат (закрыт), элеватор, нефтебаза (закрыта), завод пластико-базальтовых труб (строительство отложено на неопределённые сроки), сахарный завод (открытие отложено на неопределённые сроки). Производственный сектор экономики разрушен и отсутствует.

## Транспорт

### Автомобильный
Расстояние от пгт. Хомутово до административного центра области, города Орла, составляет 108 км.
Через Хомутово проходят автомобильные дороги:
- регионального значения[27]
  - 54К-6 Залегощь — Верховье — Хомутово — Красная Заря
  - 54К-14 Хомутово — Александровка
- местные дороги межмуниципального значения[27]
  - 54К-235 Хомутово — Никольское
  - 54К-237 Хомутово — Новая Заря
  - 54К-239 Хомутово — Паньково
  - 54К-242 Объездная автодорога пгт. Хомутово

### Железнодорожный
Железнодорожная станция на линии Орёл — Елец.

## Улицы
В Хомутово насчитывается 36 улиц, 10 переулков и одна площадь.

## Уроженцы
Алексей Панфилов — Герой Советского Союза.